# Konická vrchovina
Konická vrchovina je členité území ve východní části Drahanské vrchoviny. Jedná se o její geomorfologický podcelek a nachází se zde nejvyšší vrchol celé Drahanské vrchoviny – Skalky (734,7 m). Vrchovina je geologicky budována jednotvárným souvrstvím mořského spodního karbonu – kulmu; břidlicemi, drobami, v jižní části pak slepenci. Povrch stupňovitě klesá východním směrem od nejvyššího bodu Skalky k Hornomoravskému úvalu. Okraje vrchoviny jsou značně členité a rozřezané hlubokými údolími. V Konické vrchovině pramení řada vodních toků, mezi jinými Sloupský potok a Bílá voda, jejichž soutokem vzniká podzemní říčka Punkva.
Konická vrchovina se dělí na geomorfologické okrsky: Protivanovská plošina, Štěpánovská plošina, Plumlovská sníženina, Zdětínská plošina, Myslejovický hřbet, Bousínský les, Mokerská vrchovina, Jedovnicko-račická sníženina a Kojálská planina.

## Fotogalerie

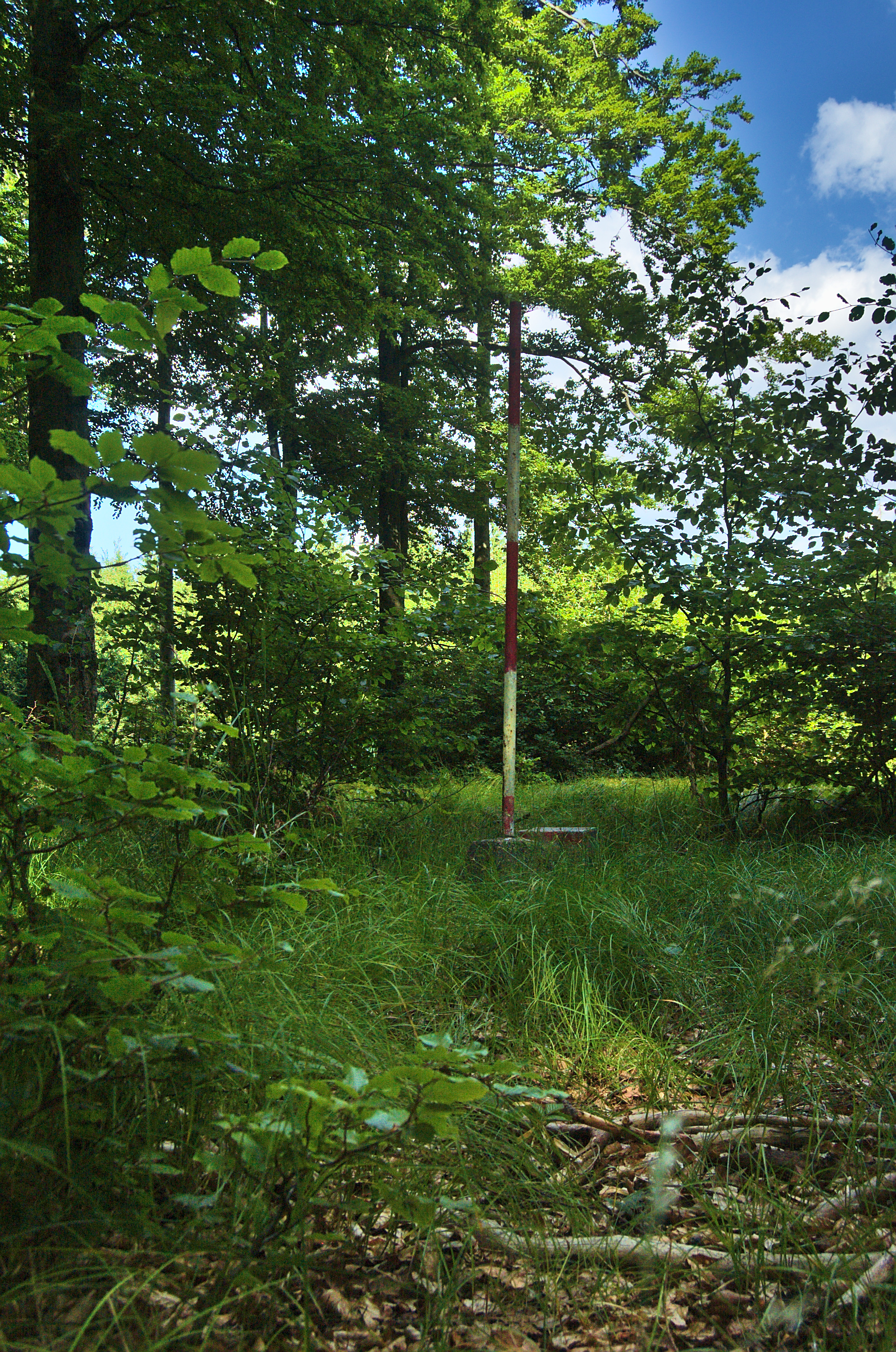
Nejvyšší vrchol - Skalky
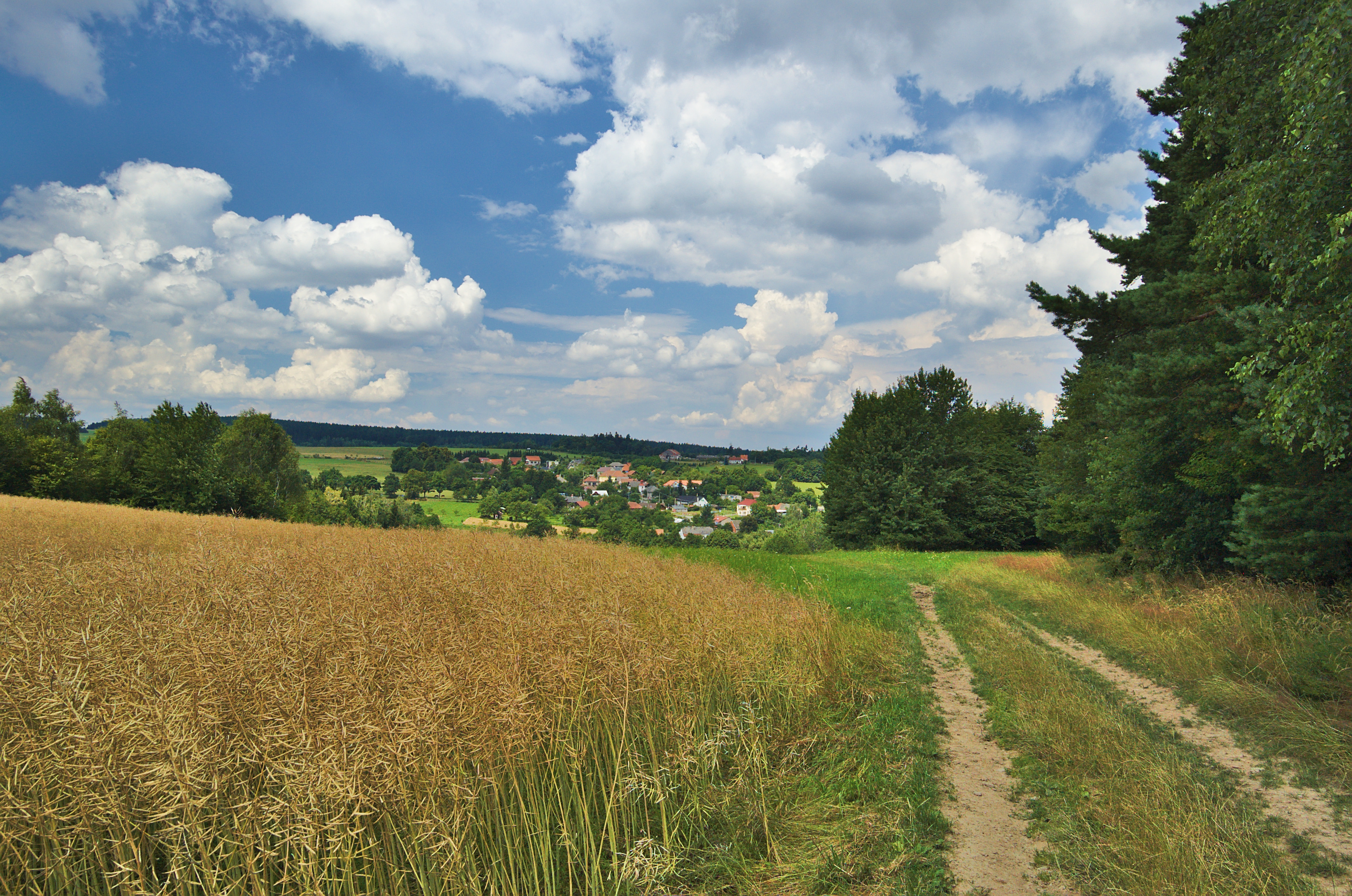
Pohled na obec Lhota u Konice
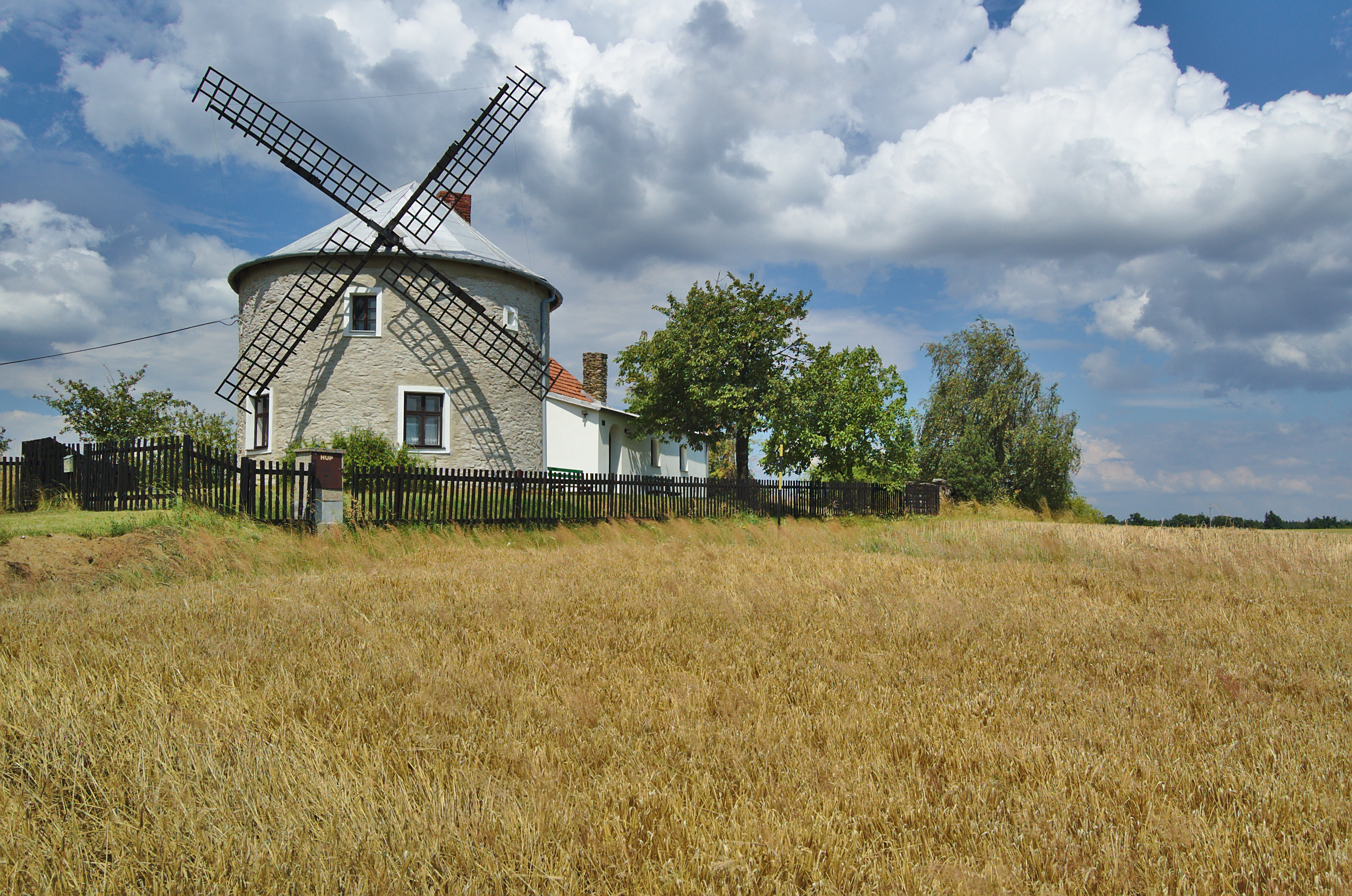
Větrný mlýn v Jednově
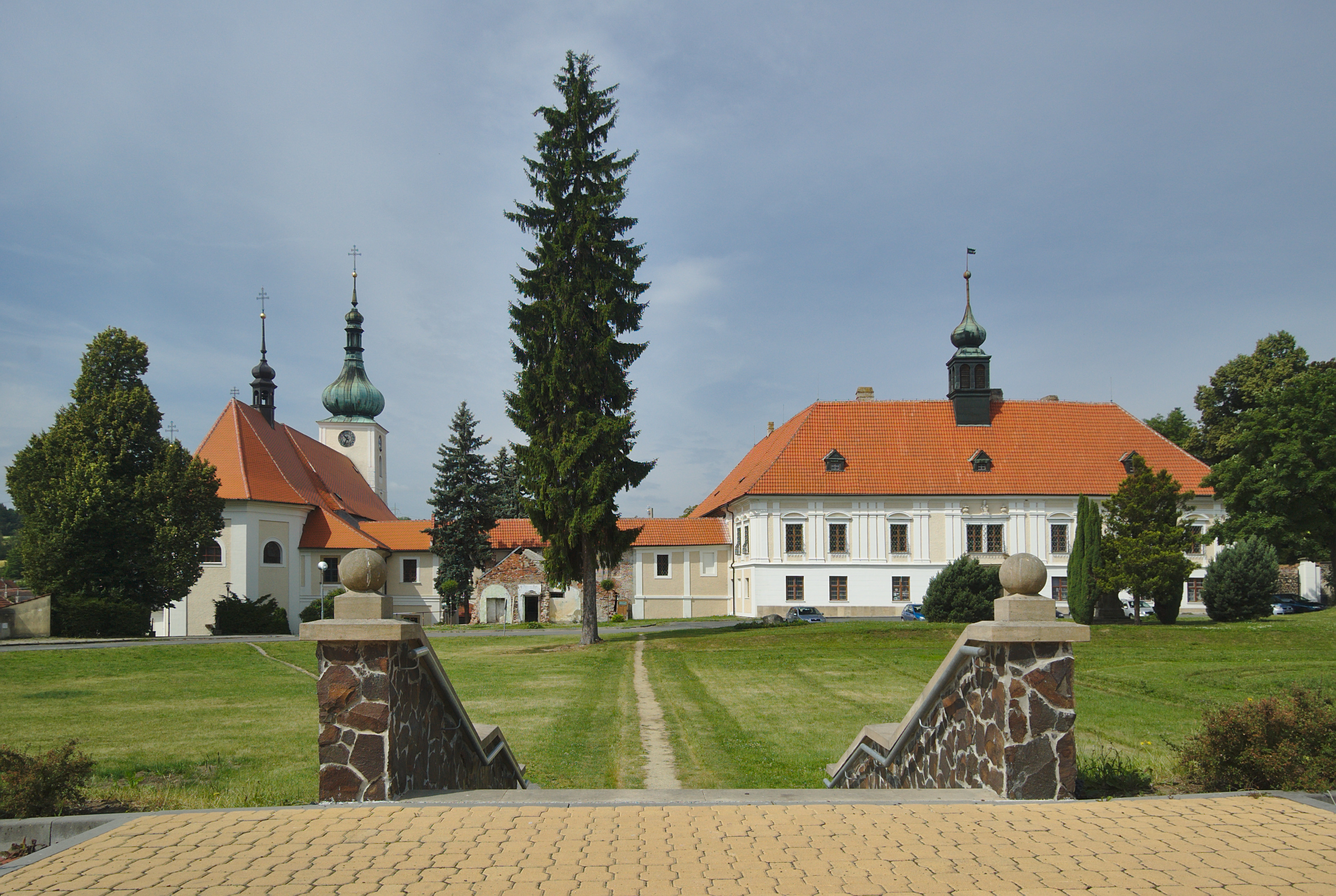
Kostel Narození Panny Marie a zámek, Konice
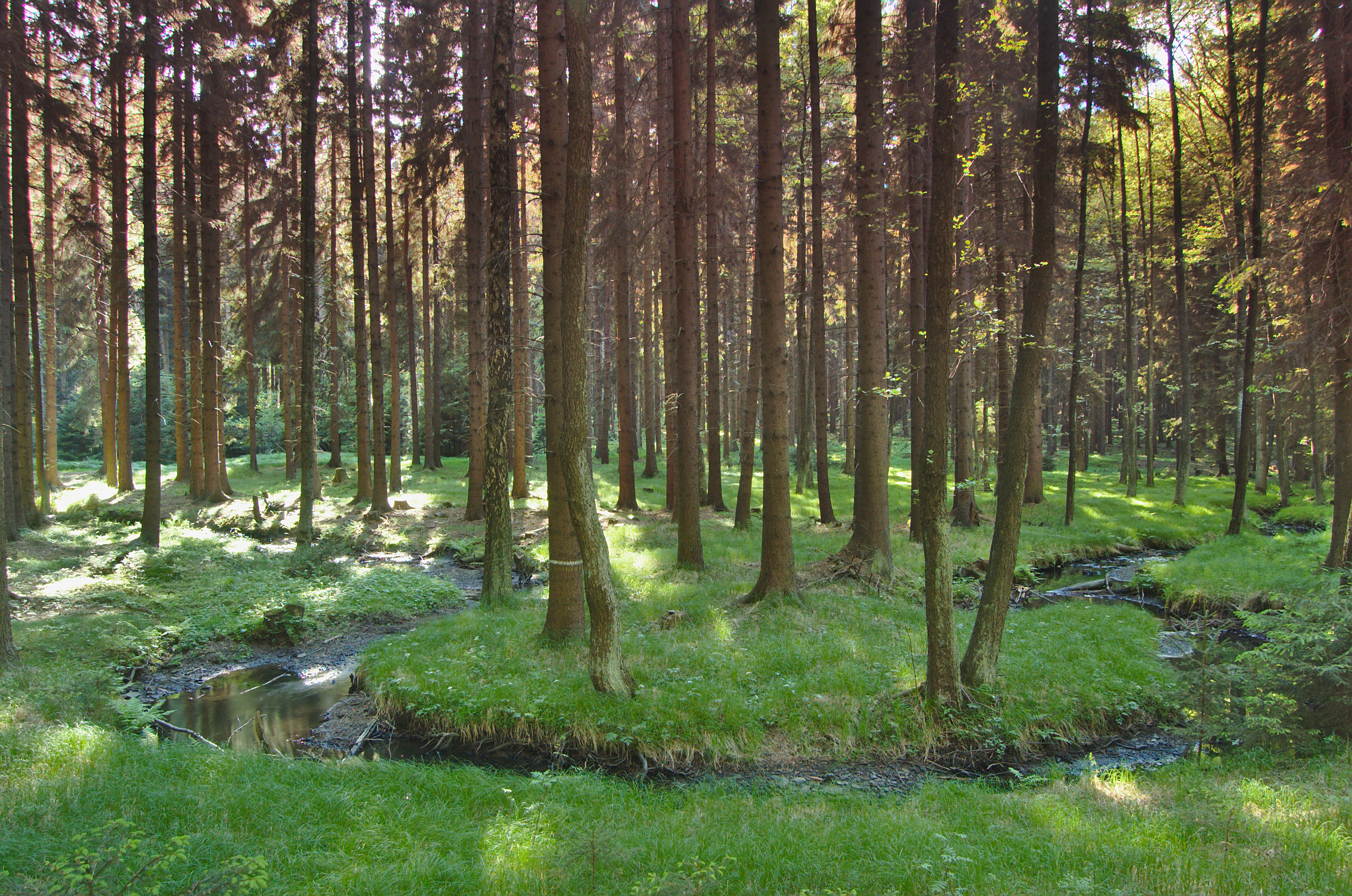
Bělá - meandr na horním toku
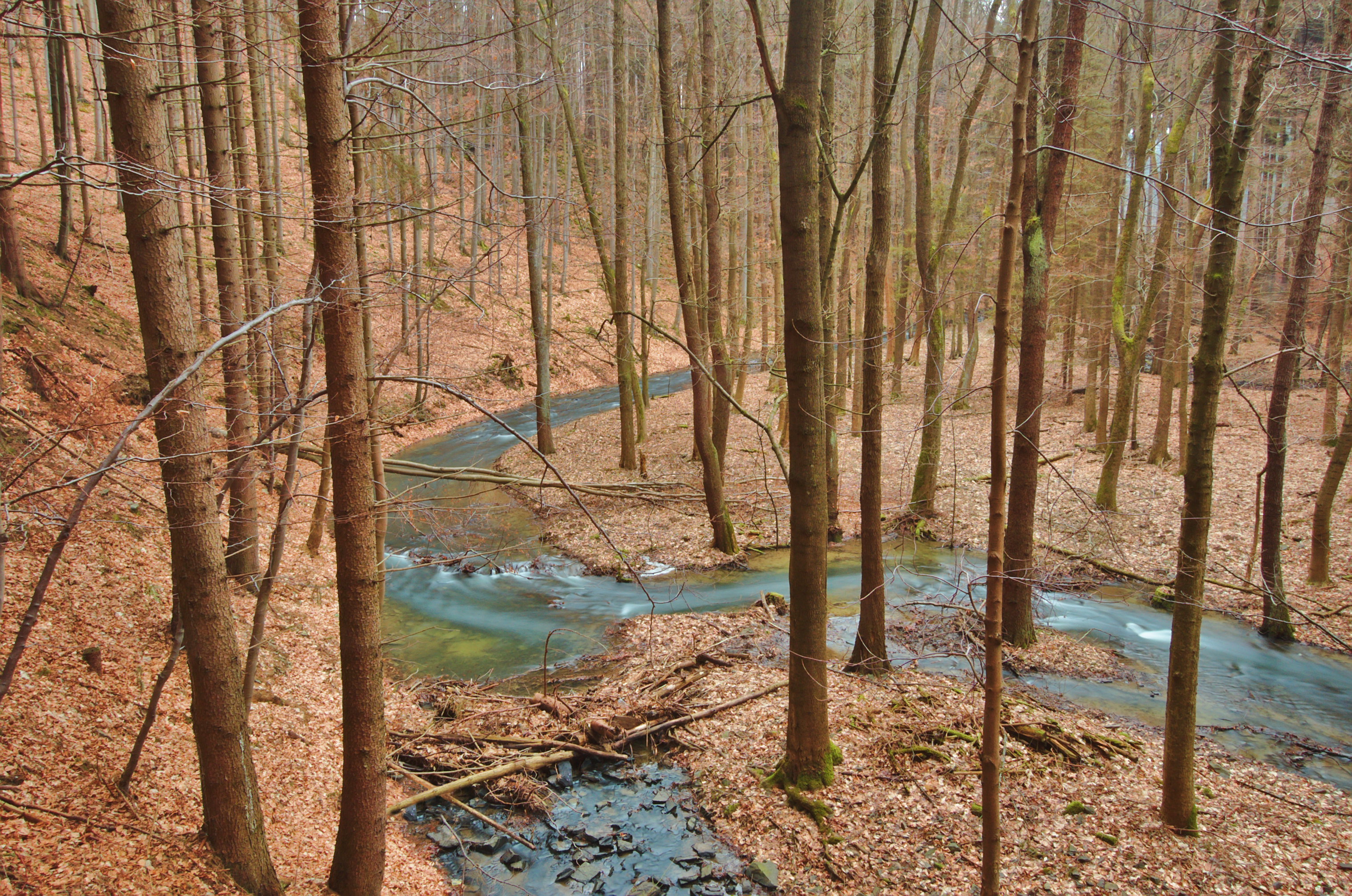
Zábrana v údolí mezi Lipovským mlýnem a Malým Hradiskem
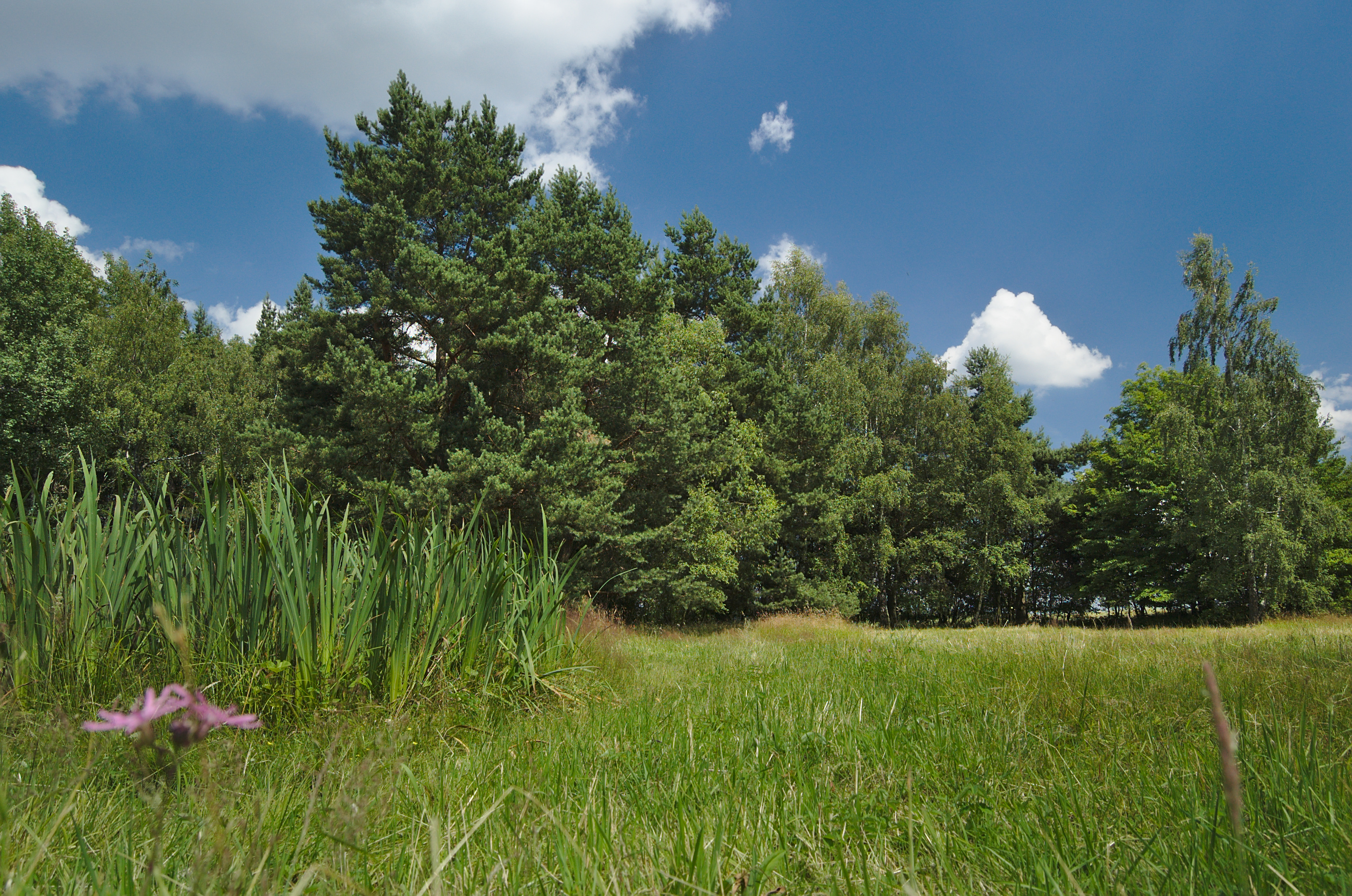
Přírodní památka Skřípovský mokřad